# Klaus Hammer (Politiker)
Klaus Hammer (* 16. September 1942 in Wiesbaden) ist ein deutscher Politiker (SPD).

## Leben und Beruf
Hammer absolvierte eine Fliesenlegerlehre und war sieben Jahre in diesem Beruf tätig. Nach einer Umschulung war er Sachbearbeiter in einer Versicherung. 1974 wurde er hauptamtlicher Gewerkschaftssekretär beim DGB in Mainz und von 1980 bis 1994 war er DGB-Kreisvorsitzender in Mainz. 2002 wurde er City-Manager von Mainz.

## Politik
Hammer trat 1960 der SPD bei. Von 1974 bis 2002 war er Mitglied des Mainzer Stadtrats, in dem er von 1989 bis 1992 Fraktionsvorsitzender war. Ebenfalls 1974 wurde er Vorsitzender des SPD-Ortsvereins Mainz-Finthen, was er bis 1979 blieb und von 1982 bis 1985 erneut war. Von 1995 bis 2002 hatte er den Vorsitz der Mainzer SPD inne. 1987 wurde er als Abgeordneter in den rheinland-pfälzischen Landtag gewählt, dem er bis 2006 vier Legislaturperioden angehörte. Er vertrat dort den Wahlkreis 28 (Mainz II) und war Vorsitzender des Petitionsausschusses und der Strafvollzugskommission.

## Auszeichnungen
2008 erhielt Klaus Hammer das Bundesverdienstkreuz am Bande.